# Staatsrat (Österreich)
Der Staatsrat war zeitweise das Kabinett des österreichischen Monarchen in der Habsburgermonarchie. Später wurden mit diesem Begriff Regierungs- oder gesetzgebende Organe in Österreich als staatliche Institutionen in verschiedenen Formen bezeichnet.

## Staatsrat bei Maria Theresia
1760 wurde erstmals ein Staatsrat unter Maria Theresia errichtet. Er war die oberste Beratungsinstanz der Monarchin für das gesamte Gebiet der Habsburgermonarchie. Ihm gehörten drei Staatsminister, darunter der Staatskanzler, und drei weitere Adelige an. Der Staatsrat bestand auch unter Maria Theresias Nachfolgern, ab 1804 Kaiser von Österreich, bis 1848 und wurde dann in Cisleithanien durch die  k.k. Regierung ersetzt.

## Reichsrat/Staatsrat 1848–1868
Der Kremsierer Verfassungsentwurf 1848 sowie die Oktroyierte Märzverfassung von 1849 sahen den Reichsrat  als neues Beratungsorgan, das Kabinett des Kaisers vor; er wurde 1851 errichtet und bestand in dieser Form bis zum Februarpatent 1861. Der im selben Jahr wieder errichtete „jüngere“ Staatsrat (ab 1867 war  Reichsrat die Bezeichnung für das Parlament der im Reichsrat vertretenen Königreiche und Länder) wurde 1868 (Dezemberverfassung 1867) ersatzlos aufgehoben. Seine Rolle übernahm das Ministerium, der Ministerrat für Gemeinsame Angelegenheiten der Österreichisch-Ungarischen Monarchie.
Präsidenten des Gremiums waren:
- Karl Friedrich von Kübeck
- Franz Krieg von Hochfelden
- Erzherzog Rainer
- Thaddäus Peithner von Lichtenfels
- Carl Geringer

## Deutschösterreich 1918/19

### Staatsrat als Regierungs- und Vollzugsgewalt
In den letzten Tagen des Ersten Weltkriegs wurde in Deutschösterreich am 30. Oktober 1918 ein Staatsrat als Regierungs- und Vollzugsgewalt der Provisorischen Nationalversammlung eingesetzt. Das Kollegialorgan bestand aus Franz Dinghofer, Johann Nepomuk Hauser (er hatte am gleichen Tag den als Präsident zurückgetretenen Jodok Fink abgelöst) und Karl Seitz, den drei gleichberechtigten Präsidenten der Nationalversammlung, die die drei führenden politischen Parteien repräsentierten, und 20 weiteren, von der Nationalversammlung gewählten Mitgliedern.
Ein Mitglied hatte als Staatsnotar die Ausfertigungen des Staatsrates zu beurkunden. Es hatte hierbei jedoch nur die ordnungsgemäße Abwicklung des jeweiligen Staatsaktes zu beglaubigen, nicht eine ggf. aus politischen Gründen verweigerbare Gegenzeichnung zu leisten.
Die drei Präsidenten der Nationalversammlung, der Leiter der Kanzlei (Staatskanzler Karl Renner) und der Staatsnotar bildeten das geschäftsführende Staatsratsdirektorium.
Der Staatsrat wählte am 30. Oktober 1918 die Staatsregierung Renner I. Mit 12. November 1918 übernahm er provisorisch alle staatsrechtlichen Funktionen des Kaisers. Am 3. März 1919 betraute er die Staatsregierung nach ihrer Demission mit der Weiterführung der Geschäfte bis zur Wahl der Staatsregierung Renner II durch die Konstituierende Nationalversammlung am 15. März 1919. Der Staatsrat bestellte weiters u. a. den ersten Präsidenten des am 25. Jänner 1919 neu gegründeten Verfassungsgerichtshofs, Paul Vittorelli, und den ersten Präsidenten des am 6. Februar 1919 neu geschaffenen deutschösterreichischen Verwaltungsgerichtshofs, Karl Grabmayr.

### Staatsregierung
Der Staatsrat übte seine Vollzugsgewalt durch Beauftragte aus, die gemeinsam die Staatsregierung bildeten, den Titel Staatssekretär trugen und vom Staatskanzler koordiniert wurden. Sie leiteten die Staatsämter (=Ministerien), oft in direkter Nachfolge von Ministerien der Monarchie. Das Staatsamt des Äußern hatte z. B. die Agenden des k.u.k. Ministeriums des Äußern zu übernehmen (erster Staatssekretär war der schon am 11. November 1918 verstorbene Victor Adler), das Staatsamt für Heerwesen die Agenden des k.u.k. Kriegsministeriums und des k.k. Landesverteidigungsministeriums, das Staatsamt für Verkehrswesen die Agenden des k.k. Eisenbahnministeriums (siehe Staatsregierung Renner I).
Den Staatssekretären (=Ministern) konnten Unterstaatssekretäre als politische Assistenten zugeteilt werden.

### Ende des Staatsrates
Mit dem Inkrafttreten des Gesetzes über die Staatsregierung vom 14. März 1919 wurden Staatsrat und Staatsratsdirektorium am 15. März 1919 ebenso wie der Staatsnotar abgeschafft. Die Funktionen des Staatsoberhauptes gingen bis zum 9. Dezember 1920 auf den Präsidenten der Konstituierenden Nationalversammlung, Karl Seitz, über. Die anderen Funktionen des Staatsrates wurden von der Staatsregierung bzw. vom neu eingeführten, ständigen Hauptausschuss der Nationalversammlung übernommen.
Die Funktionen des Staatsoberhauptes übernahm am 9. Dezember 1920 der an diesem Tag auf Grund des am 1. Oktober 1920 von der Nationalversammlung beschlossenen Bundes-Verfassungsgesetzes von der Bundesversammlung (Nationalrat und Bundesrat) gewählte erste Bundespräsident Österreichs, Michael Hainisch.

## Ständestaat
In der Zeit des diktatorischen „Ständestaates“, 1934–1938, bildeten 50 Personen, die vom Bundespräsidenten ernannt wurden, aufgrund der Maiverfassung von 1934 den Staatsrat, dessen Aufgabe die formale Vorbereitung von Gesetzen war.